# Bismarck du Plessis
Bismarck du Plessis (22 de mayo de 1984) es un exjugador sudafricano de rugby, que jugó en la Selección de rugby de Sudáfrica, y su último club fueron los Bulls del United Rugby Championship. Se consgró campeón del Mundo con su selección en Francia 2007.
Es hermano del también jugador de Rugby Jannie du Plessis.

## Carrera
Nacido en la ciudad de Bethlehem en la provincia de Estado Libre, Bismarck du Plessis hizo su debut con los Sharks en el Super Rugby en 2005.
Juega como hooker y en el mismo equipo del capitán del equipo de Sudáfrica, John Smit, del cual casi toda su carrera ha sido su suplementario, sin embargo, esto ha cambiado con la reciente decisión de Smit a ser pilar.
Antes del cambio de posición de Smit, du Plessis, jugó en el Super Rugby y la Currie Cup cuando Smit no estaba disponible en el juego, y en 2007 fue seleccionado para jugar en la selección de Sudáfrica. Hizo su debut en equipo nacional como un suplementario en el juego contra Australia, en Sídney.
Después de una enfermedad que sufrió Pierre Spies, Bismarck du Plessis fue llamado a la selección de Sudáfrica para el la Copa Mundial de Rugby de 2007, su hermano Jannie fue una adición posterior a la selección, en sustitución de BJ Botha, quien se lesionó una rodilla en el partido final de Sudáfrica en contra del equipo de los Estados Unidos de América.
Después el segundo partido de Sudáfrica de la Serie 2008  del Torneo de las Tres Naciones, contra Nueva Zelanda, du Plessis fue citado por causarle una hendidura en el ojo a Adam Thomson del equipo neozelandés. En la audiencia disciplinaria posterior, que fue primera de su carrera, el juez encuentra que su acción había sido "descuidada" y no intencional, y le impuso una suspensión de tres semanas, una pena considerablemente menor que los tres a seis meses que se imponen ante estas situaciones.
Du Plessis fue seleccionado para la Copa Mundial de Rugby de 2011 junto con su hermano Jannie. Salió del banquillo frente a Gales en un partido que Sudáfrica ganó 17-16. Más tarde fue considerado "hombre del partido" en junio de 2012 contra Inglaterra que su equipo ganó 22-17. También marcó un ensayo en el segundo test que los springboks ganaron 36-27 gracias a un último ensayo del ala derecho JP Pietersen.
Seleccionado para participar con Sudáfrica en la Copa Mundial de Rugby de 2015, salió de titular en el primer partido de la fase de grupos, la histórica derrota 32-35 frente a Japón. Bismarck du Plessis marcó el segundo ensayo del partido, en la primera parte. En la segunda parte, fue sustituido por Adriaan Strauss. Anotó otro ensayo en la victoria de su equipo sobre Estados Unidos 64-0.

## Controversia de Poite
En la cuarta jornada del Rugby Championship 2013 contra los "All Blacks" en Eden Park, Auckland, Bismarck placó a Dan Carter, que se lesionó el hombro en dicha jugada y a raíz de la cual tuvo que apartarse del campo durante varias semanas para su recuperation. El árbitro Romain Poite le enseñó la tarjeta amarilla a Du Plessis por lo que entendió que era un placaje ilegal sobre el Apertura neozelandés. Más tarde, en el mismo partido, el árbitro amonestó a Du Plessis con una nueva tarjeta amarilla por un golpe con su codo en la garganta de Liam Messam, hecho que acarreó la tarjeta roja y su consecuente expulsión del partido. El árbitro Romain Poite admitió más tarde su error al sacarle la primera tarjeta a Du Plessis, pues el placaje sobre Dan Carter se entendió como legal. La International Rugby Board posteriormente admitió que Poite tomó una decisión incorrecta. La tarjeta roja más tarde fue revocada por el IRB y se eliminó del expediente de Du Plessis. Una petición en Facebook pretendía que Poite nunca pitara otra vez (enlace roto disponible en Internet Archive; véase el historial, la primera versión y la última).